# 倫敦黑幫
《倫敦黑幫》（英語：Gangs of London）是一部英國動作驚悚犯罪劇情電視劇，由蓋瑞斯·艾文斯和麥特·法蘭尼瑞（Matt Flannery）創作，輕度改編自同名電子遊戲。電視劇講述了當今倫敦敵對幫派和其他犯罪組織之間的鬥爭。第一季2020年4月23日在天空大西洋台首播。2020年6月，宣布推出第二季，AMC接管美國播放權並聯合製作。第二季2022年10月20日在英國和德國首播，2022年11月17日在美國首播。2022年11月，宣布續訂第三季。

## 前情提要
倫敦足以列入世界上具活力且多元文化的城市，但控制倫敦的國際幫派的激烈權力鬥爭以及城市最有權勢的犯罪家族頭目被暗殺，導致城市的權力空出、正在四分五裂。二十年來，芬恩·華勒斯一直是倫敦最有權勢的罪犯。每年有數十億英鎊流經他的組織。但現在他遭人殺害，沒有人知曉何人下達此令。競爭對手無處不在，衝動的兒子西恩·華勒斯在以艾德·杜馬尼為首的杜馬尼家族的幫助下，將取代父親的位置。與此同時，各派人馬伺機而動，其中包括滲透到華勒斯組織的臥底警察艾略特·芬奇。

## 演員

### 主要
- 喬·柯爾飾演西恩·華勒斯（Sean Wallace）
  - 湯瑪士·辛普森（Thomas Simpson）飾演青少年時期的西恩
- 寇姆·明尼（英语：Colm Meaney）飾演芬恩·華勒斯（Finn Wallace，第一季）
- 盧西安·馬薩麥提（英语：Lucian Msamati）飾演愛德華·「艾德」·杜馬尼（Edward "Ed" Dumani）
- 蘇普·狄里蘇（英语：Sope Dirisu）飾演艾略特·卡特／芬奇（Elliot Carter / Finch）
  - 艾吉羅·恩迪-埃法姆（Ejiro Ndi-Efam）飾演青少年時期的艾略特
- 蜜雪兒·費爾利飾演瑪麗安·華勒斯（Marian Wallace）
- 布萊恩·韋內爾（英语：Brian Vernel）飾演比利·華勒斯（Billy Wallace）
  - 皮特·馬凱爾（Pete MacHale）飾演青少年時期的比利
- 薇琳恩·凱恩（英语：Valene Kane）飾演賈桂琳·羅賓森（Jacqueline Robinson，第一至第二季）
- 帕帕·艾西杜（英语：Paapa Essiedu）飾演亞歷山大·「亞歷士」·杜馬尼（Alexander "Alex" Dumani，第一至第二季）
- 琵琶·貝內特-華納（英语：Pippa Bennett-Warner）飾演珊農·杜馬尼（Shannon Dumani）
- 阿西夫·拉扎·米爾（英语：Asif Raza Mir）飾演阿西夫·阿夫里迪（Asif Afridi）
- 歐利·蘇卡（英语：Orli Shuka）飾演盧安·杜沙吉（Luan Dushaj）
- 娜吉斯·拉希迪（英语：Narges Rashidi）飾演拉萊（Lale）
- 馬克·路易斯·瓊斯（英语：Mark Lewis Jones）飾演金尼·愛德華茲（Kinney Edwards，第一季）
- 雷·潘沙基（英语：Ray Panthaki）飾演賈文·卡帕迪亞（Jevan Kapadia，第一季）
- 陆思敬飾演薇多莉亞·「薇琪」·鐘（Victoria "Vicky" Chung，第一季）
- 瓦利德·祖艾特（英语：Waleed Zuaiter）飾演科巴（Koba，第二季）
- 亞赫茲·阿曼多（Jahz Armando）飾演莎芭（Saba，第二季）
- 法蒂·艾沙耶德（英语：Fady Elsayed）飾演法茲（Faz，第二季）
- 塞勒姆·卡利（Salem Kali）飾演巴森·蘇達尼（Basem Soudani，第二季）
- 艾門·哈姆杜奇（Aymen Hamdouchi）飾演哈基姆（Hakim，第二季）

### 常駐
- 帕斯·塔克拉（Parth Thakerar）飾演納西爾·阿夫里迪（Nasir Afridi，第一季）
- 泰伊·馬修（Taye Matthew）飾演丹尼·杜馬尼（Danny Dumani）
- 阿克塞爾·烏斯通（Aksel Ustun）飾演赫卡（Hekar，第一季）
- 亞德里恩·鮑爾（英语：Adrian Bower）飾演馬克（Mark）
- 裘德·阿庫迪克（英语：Jude Akuwudike）飾演查理·卡特（Charlie Carter，第一至第二季）
  - 亞當·J·貝爾納（英语：Adam J. Bernard）飾演年輕時期的查理
- 內布利·巴薩尼（Nebli Basani）飾演塔里克·傑拉吉（Tariq Gjelaj，第一季）
- 賈利·古柏（英语：Garry Cooper）飾演約翰·哈克斯（John Harks，第一季）
- 潘蜜拉·諾姆維特（英语：Pamela Nomvete）飾演（第一季；第二季客串）
- 理查德·皮普爾（Richard Pepple）飾演烏切·「莫西」·莫薩尼亞（Uche "Mosi" Mossanya，第一季）
- 麥茲·庫達爾（Mads Koudal）飾演雷夫·漢森（Leif Hansen，第一季）
- 艾塔·多布羅西（英语：Arta Dobroshi）飾演佛洛里亞娜（Floriana，第一季；第二季客串）
- 大衛·艾弗瑞（英语：David Avery）飾演安東尼（Anthony，第一季）
- 莎朗·摩根（英语：Sharon Morgan）飾演英格麗德·漢森（Ingrid Hansen，第一季）
- 艾莉·舒卡（Eri Shuka）飾演米爾琳達·杜沙吉（Mirlinda Dushaj）
- 阿曼達·德魯（英语：Amanda Drew）飾演凱恩女士（Ms. Kane，第二季；第一季客串）
- 康奈爾·約翰（英语：Cornell John）飾演約瑟夫·辛格（Joseph Singer，第二季；第一季客串）
- 羅姆·布蘭科（Rom Blanco）飾演塔馬茲（Tamaz，第二季）
- 安迪·賈什（Andi Jashy）飾演阿夫里姆（Afrim，第二季）
- 穆拉特·埃凱克（Murat Erkek）飾演梅爾萬（Merwan，第二季）

### 客串
- 愛默特·J·斯坎蘭（英语：Emmett J. Scanlan）飾演傑克·歐多爾蒂（Jack O'Doherty，第一季）
- 理查德·哈靈頓（英语：Richard Harrington (actor)）飾演馬爾（Mal，第一季）
- 大卫·布拉德利飾演吉姆（Jim，第一季）
- 卡羅琳·李-約翰遜（英语：Caroline Lee-Johnson）飾演艾薇（Evie，第一季）
- 提姆·麥克納尼（英语：Tim McInnerny）飾演雅各布斯先生（Mr. Jacobs，第一季）
- 羅南·拉夫特瑞（英语：Ronan Raftery）飾演達拉（Darragh，第二季）

## 劇集

### 第一季（2020年）
| 集數 | 標題  | 導演          | 編劇                             | 上線日期      |
| ---- | ----- | ------------- | -------------------------------- | ------------- |
| 1    | 第1集 | 蓋瑞斯·艾文斯 | 蓋瑞斯·艾文斯和麥特·法蘭尼瑞（Matt Flannery） | 2020年4月23日 |
| 2    | 第2集 | 柯林·哈迪     | 克萊兒·威爾森（Claire Wilson）                | 2020年4月23日 |
| 3    | 第3集 | 柯林·哈迪     | 彼得·貝瑞（Peter Berry）                    | 2020年4月23日 |
| 4    | 第4集 | 柯林·哈迪     | 彼得·貝瑞和喬·墨塔夫（Joe Murtagh）         | 2020年4月23日 |
| 5    | 第5集 | 蓋瑞斯·艾文斯 | 蓋瑞斯·艾文斯和麥特·法蘭尼瑞     | 2020年4月23日 |
| 6    | 第6集 | 哈維爾·根斯   | 蘿倫·塞奎拉（Lauren Sequeira）                  | 2020年4月23日 |
| 7    | 第7集 | 哈維爾·根斯   | 彼得·貝瑞                        | 2020年4月23日 |
| 8    | 第8集 | 哈維爾·根斯   | 卡爾·約斯（Carl Joos）和彼得·貝瑞         | 2020年4月23日 |
| 9    | 第9集 | 柯林·哈迪     | 克萊兒·威爾森                    | 2020年4月23日 |

### 第二季（2022年）
| 集數 | 標題  | 導演          | 編劇                           | 上線日期       |
| ---- | ----- | ------------- | ------------------------------ | -------------- |
| 10   | 第1集 | 柯林·哈迪     | 湯姆·巴特華茲（Tom Butterworth）              | 2022年10月20日 |
| 11   | 第2集 | 柯林·哈迪     | 蘿倫·塞奎拉（Lauren Sequeira）                | 2022年10月20日 |
| 12   | 第3集 | 瑪塞拉·薩義德 | 湯姆·巴特華茲和史蒂夫·塞爾（Steve Searle） | 2022年10月20日 |
| 13   | 第4集 | 瑪塞拉·薩義德 | 達努西婭·薩馬爾（Danusia Samal）            | 2022年10月20日 |
| 14   | 第5集 | 尼瑪·諾里扎德 | 羅文·阿瑟爾（Rowan Athale）                | 2022年10月20日 |
| 15   | 第1集 | 尼瑪·諾里扎德 | 梅格·索爾特（Meg Salter）                | 2022年10月20日 |
| 16   | 第7集 | 柯林·哈迪     | 羅文·阿瑟爾                    | 2022年10月20日 |
| 17   | 第8集 | 柯林·哈迪     | 湯姆·巴特華茲                  | 2022年10月20日 |

## 外部連結
- 互联网电影数据库（IMDb）上《倫敦黑幫》的资料（英文）
- epguides.com上《倫敦黑幫》的資料
- 爛番茄上《倫敦黑幫》的資料（英文）